# Langlade (Saint-Pierre och Miquelon)
Langlade, eller Petit Miquelon, är en ö i den franska ögruppen Saint-Pierre och Miquelon utanför Newfoundlands kust. Ön är i norr sammanbunden med ön Miquelon genom en 13 km lång tombolo som formades under slutet av 1700-talet. Ön betraktas därför ofta som en halvö på Miquelon. I öster åtskiljs ön från grannön Saint-Pierre genom det cirka 5,5 km breda sundet La Baie. 
Langlade är obebott, men på den norra delen vid viken Anse du Gouverneur finns ett antal fritidsbostäder. Den sista permanenta invånaren på ön avled 2006.
Vid Anse du Gouverneur mynnar även ögruppens största vattendrag, Belle Rivière, ut i havet. Sommartid har Anse du Gouverneur färjeförbindelse med ögruppens huvudort Saint-Pierre.

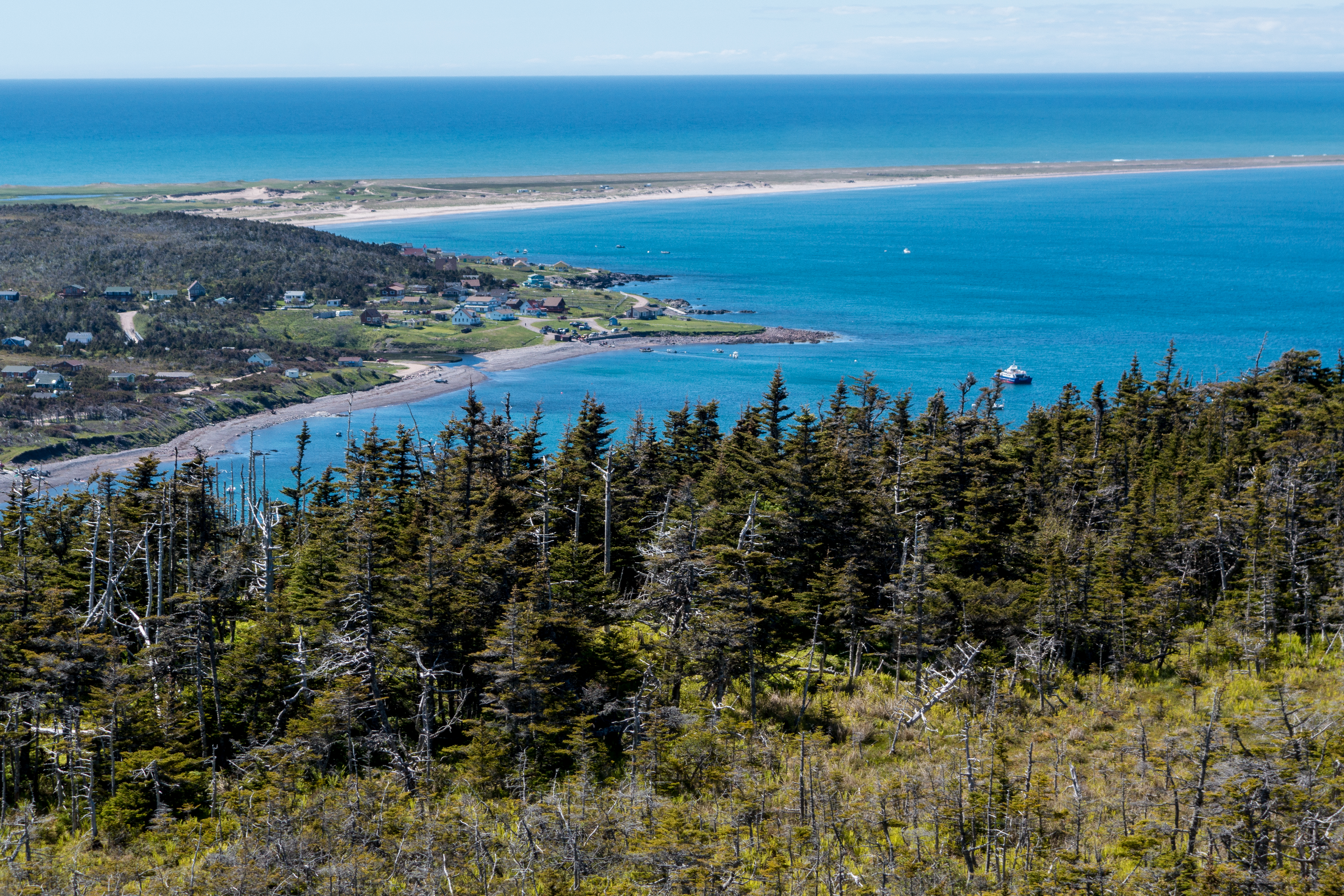
Anse du Gouverneur